# Uganda en los Juegos Paralímpicos de Londres 2012
Uganda estuvo representada en los Juegos Paralímpicos de Londres 2012 por dos deportistas, un hombre y una mujer. El equipo paralímpico ugandés no obtuvo ninguna medalla en estos Juegos.